# Три дуби (ботанічна пам'ятка природи)

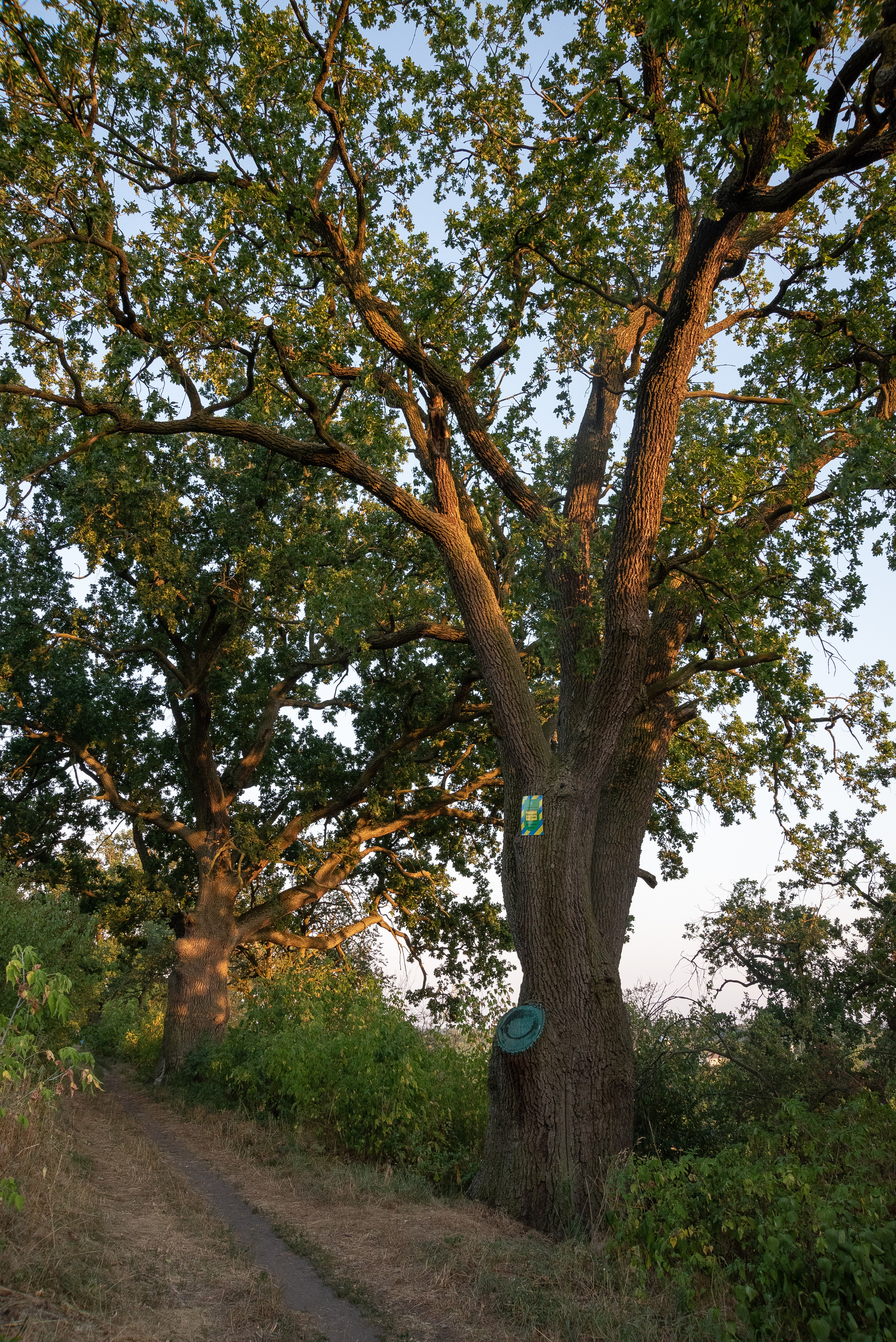

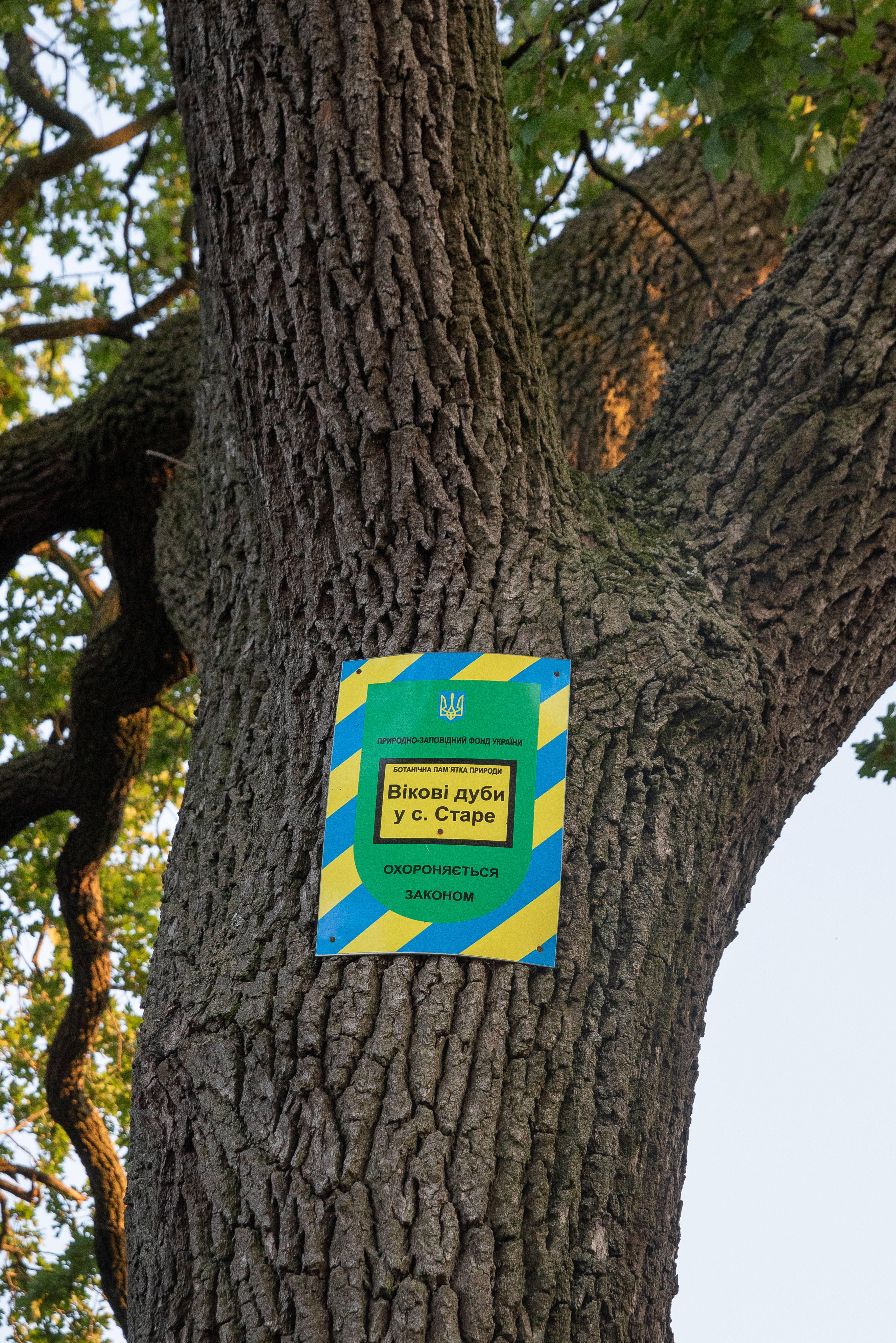
Охоронна табличка «Вікові дуби у с.Старе»

Три дуби́ — ботанічна пам'ятка природи місцевого значення в Україні. Розташована на території Вороньківської сільської громади Бориспільського району Київської області, в селі Старе.
Площа 0,03 га. Статус присвоєно згідно з рішенням Київської обласної ради від 27.12.2016 року. Перебуває у віданні Старівської сільської ради.
Статус присвоєно для збереження 3-х унікальних багатовікових дерев дуба звичайного. Найстаріше дерево — 600 років, другий віком близько 500 років, третій — 400 років. Висота 25 метрів, діаметр на висоті 1,3 м. — 5,5-7 м.